# Église anglicane d'Aotearoa, Nouvelle-Zélande et Polynésie

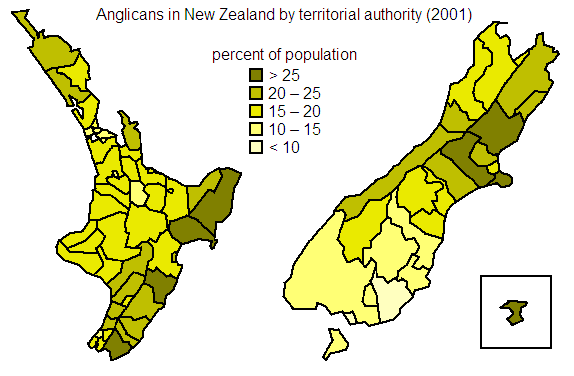
Cartes démographiques de l’Anglicanisme en Nouvelle-Zélande - (situation en 2001).

L’Église anglicane d'Aotearoa, Nouvelle-Zélande et Polynésie est une province ecclésiastique anglicane créée en 1857 et qui couvre principalement la Nouvelle-Zélande, les Fidji, Tonga, les Samoa et les îles Cook. Composée de neuf diocèses et 552 paroisses, sa primature est collégiale, composée d’un triumvirat d’évêques ; en 2021 les titulaires sont Philip Richardson (évêque de Taranaki en Nouvelle-Zélande), Don Tamihere (évêque de Tairāwhiti en Nouvelle-Zélande) et Fereimi Cama (évêque de Polynésie).

## Diocèses de la province
- Aotearoa: L'archevêque actuel est Whakahuihui Vercoe. Quatre suffragants.
  - East Coast Region: L'évêque actuel est William Brown Turei.
  - Northern Region: L'évêque actuel est Te Kitohi Pikaahu.
  - South Island: L'évêque actuel est John Robert Kuru Gray.
  - Southern Region: L'évêque actuel est Muru Walters.
- Auckland: L'évêque actuel est John Campbell Paterson.
- Christchurch: L'évêque actuel est David John Coles.
- Dunedin: L'évêque actuel est George Howard Douglas Connor.
- Nelson: L'évêque actuel est Derek Lionel Eaton.
- Polynésie: L'évêque actuel est Jabez Leslie Bryce. Un suffragant.
  - Polynésie: Évêché assistant actuellement vacant.
- Waiapu: L'évêque actuel est  Andrew Hedge. Un suffragant.
  - Bay of Plenty: Évêché actuellement vacant.
- Waikato: L'évêque actuel est David John Moxon. Un suffragant.
  - Taranaki Region: L'évêque actuel est Philip Richardson.
- Wellington: L'évêque actuel est Thomas John Brown.

## Culte et liturgie

### Ordination des femmes
L’Église anglicane d’Aotearoa, en Nouvelle-Zélande et en Polynésie autorise l’ordination des femmes comme diacres et prêtres depuis 1977, et comme évêques depuis 1988. Penny Jamieson, évêque de Dunedin de 1990 à 2004, fut la première évêque diocésaine anglicane au monde. Wai Quayle est devenue la première femme évêque maori en 2019.